# 江所田站
江所田站是位于中华人民共和国云南省罗平县板桥镇江所田的一个铁路车站，建于1997年，目前为四等站，隶属中国铁路昆明局集团管辖，西距昆明站255公里，东距威舍站53公里，南宁站573公里。该站仅办理昆明站与红果站间普慢列车的旅客乘降；行李、包裹托运；不办理货运业务。